# Константинос Христофору
Константинос Кристофору (грч. Κωνσταντινος Χριστοφορου, 25. април 1977. Лимасол, Кипар) је певач са Кипра. Представљао је Кипар на Евровизији у три наврата: 1996, 2002 и 2005.

## Каријера
Започео је своју каријеру на вишој школи када је издао и свој први ЕП „Тора Поу Милас“. Са том песмом је чак покушао да учествује на избору за Песму Евровизије 1988.
Године 1996. је наступао на такмичењу за Песму Евровизије као представник Кипра са песмом „Моно Јиа Мас“. Он је лако добио право да представља Кипар у Ослу, и тамо је освојио 9. место. Песма је издата као Маки Сингл.
Године 1999. је био изабран од стране успешног Кипарског композитора Жоржа Теофануса и Миноса Емиа продуцента Ианополис Ван Гог, да буде певач у првом бој-бенду у Грчкој Оnе. 
Године 2002. Константинос учествовао поново на Евровизији у Талину, Естониа, овај пут као лидер групе Оnе. Представљао је Кипар са песмом Gimme и освајио 6. место. Песма је снимљена и на шпанском језику и објављена је у Шпанији. Заједно са Оnе, имао је прилику за сарадњу са највећим звездама грчке музичке индустрије, као што су Гианос Париос и Ана Виси. У априлу 2003. најавио је да напушта бенд да би започео соло каријеру у Грчкој.
Године 2005. вратио се на избор за Песму Евровизије као соло уметник са песмом Ела Ела (Дођи душо) заједно са грчком Елином Константопоулоу у Кијеву и освајио је 18. месту. 

## Дискографија

### Албуми
- 1996.
- 2003.
- 2004.
- 2005.
- 2007.
- 2009.

### Макси синглови
- 1995.
- 1996.
- 1998.
- 2003.
- 2005.
- 2006.
- 2008.